# اسکن پیشرونده

مقایسه اسکن پیشرونده و هم‌آمیخته

اسکن پیشرونده (به انگلیسی: Progressive scanning) یا ناهم‌آمیخته (noninterlaced scanning) شیوه‌ای برای نمایش، ذخیره‌سازی یا انتقال تصاویر متحرک است که در آن تمام خطوط یک فریم با هم نمایش داده می‌شوند. این شیوه‌ی تشکیل تصویر بر خلاف روش هم‌آمیخته است که در آن به طور متناوب از خطوط فرد فریم نخست (فیلد نخست)، و سپس خطوط زوج فریم بعد (فیلد بعد)، برای تشکیل تصویر استفاده می‌شود.